# Овані

40°31′6″ пн. ш. 140°34′4″ сх. д. / 40.51833° пн. ш. 140.56778° сх. д.
О́вані (яп. 大鰐町, おおわにまち, МФА: [oːwaɲi mat͡ɕi̥]) — містечко в Японії, в повіті Мінамі-Цуґару префектури Аоморі. Станом на 1 жовтня 2007 площа містечка становила 163,40 км². Станом на 1 липня 2008 населення містечка становило 11 358 осіб.